# Jesús Luis Benítez
Jesús Luis Benítez, más conocido como El Booker o El Búker (Ciudad de México, 1 de junio de 1949-3 de marzo de 1980), fue un escritor de narrativa y poesía mexicano, cuya obra estuvo muy ligada al mundo del rock. Se considera fundador de la llamada Literatura de la Onda, junto a otros escritores como José Agustín y Parménides García Saldaña, entre otros, en cuya vida de excesos terminó por sucumbir falleciendo muy prematuramente. El seudónimo, de acuerdo con el escritor Gerardo de la Torre, “se lo había ganado tras escribir una serie de artículos firmados con el seudónimo Booker T. Washington, nombre de un educador negro norteamericano”.

## Estudios
El Búker realizó estudios de economía, política, periodismo e historia en la Universidad Obrera de México (hoy Vicente Lombardo Toledano). Obtuvo una beca por parte del INBA en 1975 para desarrollar narrativa y en 1978 nuevamente la obtuvo a fin de producir crítica literaria. Además de la Ciudad de México, también vivió por temporadas en Acapulco y en los Estados Unidos.

## Periodismo
Como periodista colaboró con artículos relativos al rock en diversos medios de comunicación como Dimensión, El Día, El Nacional, La Edad del Rock, Los Universitarios, México Canta, Novedades, Ovaciones, Pop, Revista de Bellas Artes, Siempre!, Piedra rodante y Teen.